# Joan Aiken
Joan Aiken, född 4 september 1924 i Rye i East Sussex, död 4 januari 2004 i Petworth i West Sussex, var en brittisk författare. 
Hennes far var poeten Conrad Aiken. Hon började med att skriva böcker för barn och ungdom, och det är de böckerna som översatts till svenska. Samtidigt skrev hon följetonger för vuxna i tidskrifter. 1964 utkom den första av dem i bokform, "The Silence of Herondale". De första var mysrysare, men de efterföljande från och med "Hate Begins at Home" var mer psykologiska thrillers utan garanterade lyckliga slut.

## Priser
- Guardian Award 1969 för The Whispering Mountain
- Edgar Juvenile-priset 1972 för Night Fall